# イエメンの世界遺産
イエメンの世界遺産（イエメンのせかいいさん）はユネスコの世界遺産に登録されているイエメン国内の文化・自然遺産の一覧。Category:イエメンの世界遺産に索引がある。

## 文化遺産
- シバームの旧城壁都市 - （1982年）
- サナア旧市街 - （1986年）
- 古都ザビード - （1993年）

## 自然遺産
- ソコトラ群島 - （2008年）

## 複合遺産
なし